# 네덜란드 공영 방송
네덜란드 공영 방송(Nederlandse Publieke Omroep, NPO)은 1930년에 설립된 네덜란드의 공영 방송 단체이다.

## 개요
네덜란드의 방송은 20세기 초부터 실시된 Pillarisation이라는 시스템을 도입하였으며 한 채널에 여러 방송 제작사가 제작하는 프로그램을 방영하고 있다. 네덜란드의 방송은 방송법(De Mediawet)에 규정되고, 네덜란드 방송 재단(NOS)에 의해 조정되고 있다. 각 방송사들이 프로그램을 제작하여 각 라디오, TV 채널에 공급된다. 수익원은 주로 세금과 방송광고를 통해 받으며, 과거에는 수신료가 있었으나 세금으로 대체되었다. 방송 광고는 방송광고협회(STER)에서 각 프로그램들 사이에 블록 광고 형식으로 송출한다. 광고 수익의 일부는 신문사 연합의 재정 지원에 제공되고, 나머지는 각 방송사들의 규모에 따라 배분 받는다.

## 역사

### 초창기 (1920년대~1960년대)
1920년대 초 네덜란드의 공영 방송들은 pillarisation(네덜란드어: Verzuiling)이라는 시스템을 바탕으로 세워졌다. 네덜란드의 사상적인 기둥인 개신교, 가톨릭, 사회주의의 세 축이 바탕이 되었는데, 이들은 각각 학교와 병원, 정당을 보유할 만큼 네덜란드에서 많은 영향력을 가지고 있다.
네덜란드의 라디오가 1920년대에 시작하였을 때 위의 재단들은 신속하게 자신의 방송 협회를 만들었으며, 첫 라디오 네트워크인 '힐베르쉼 1'에 대한 프로그램을 제작하게 되었다. 첫 방송국은 자유주의 성향의 AVRO이며, 1923년 7월 8일에 Huizen의 NSF 송신기에서 Hilversumsche Draadlooze Omroep (HDO)란 이름으로 설립되었다. 첫 정규 라디오 방송은 1923년 7월 21일에 시작하였다. 이후 다양한 종교와 정치 이데올로기에 따라 방송국이 개국되었으며, 개신교의 NCRV, 가톨릭의 KRO, 사회주의의 VARA, 자유주의 개신교의 VPRO가 잇따라 생겨났다. 방송국 프로그램 제작은 회원들에 의해 자금을 지원받았다.
1930년 정부는 이 방송국들에 동일하게 방송 시간을 규제하면서, AVRO 당시 방송시간의 50%를 각각 VARA, VPRO가 할당받게 되었다.
제2차 세계대전때 네덜란드가 나치 독일에 정렴당한 시기에 수신료 징수제가 도입되었으며, 네덜란드가 해방된 이후 AVRO, NCRV, KRO, VARA, VPRO가 네덜란드 라디오 연맹(네덜란드어: Nederlandse Radio Unie)을 조직하게 된다. 네덜란드 라디오 연맹은 1950년에 결성된 유럽 방송 연맹(EBU)의 23개 창립 회원 중 하나였다. (유럽 방송 연맹에서 네덜란드의 대표 역할은 이후 1969년에 설립된 NOS에 상속되었고, 2002년 9월에 NPO에 넘겨졌다.)
1951년 텔레비전 방송이 도입되면서 "네덜란드 텔레비전 재단(네덜란드어: Nederlandse Televisie Stichting)이란 협동 조합이 설립되었고, 협회에 대한 스튜디오와 시설을 제공하였다. 당시 텔레비전 방송은 네덜란드 1(현 NPO1)였으며, 제 2채널인 네덜란드 2(현 NPO2)는 1964년에 개국하였다.

### 공영방송 체제의 정립 (1960년대~1990년대)

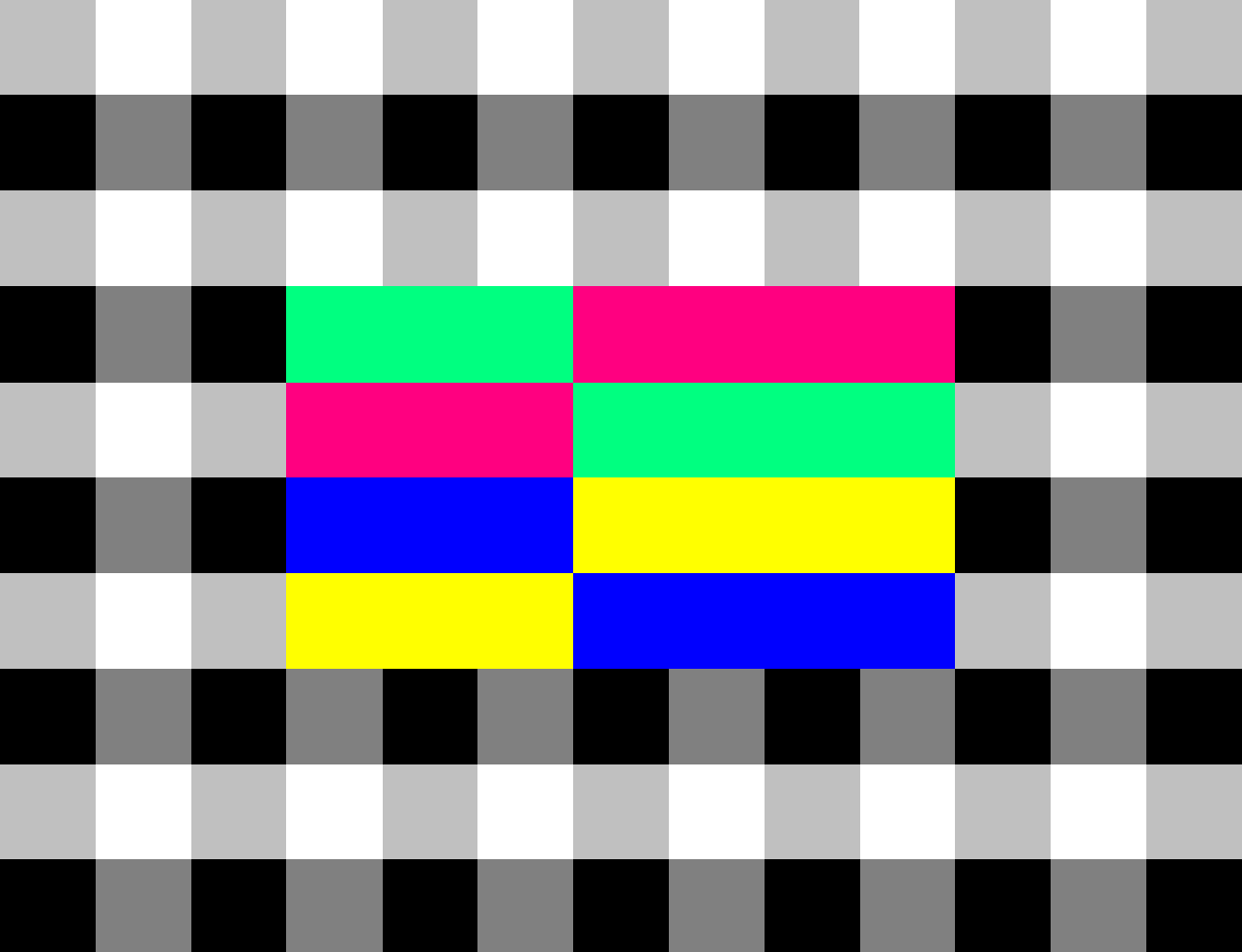
NPO에서 1978년에서 1988까지 사용된 테스트 패턴.

1960년 베로니카 라디오(Radio Veronica), 1964년 Radio Noordzee등의 불법 역외 상업 라디오 방송국들이 생겨나면서, 여기에 대한 대안으로 1965년에 힐베르쉼 3(지금의 NPO 3FM)이 개국하였다. 이후 다른 두 네트워크와 함께 3개의 라디오 네트워크 채제를 유지하였고, 이들은 1980년대에 라디오1(Radio 1), 라디오2(Radio 2), 라디오3(Radio 3)으로 각각 명칭이 바뀌었다.
1967년 국회에 통과된 네덜란드 방송 법은, 각 협회는 한 가맹국의 규모에 따라 방송 협회에 할당되는 시간에서 정보, 오락, 문화, 교육을 공급하도록 하였다. 이후 프로그램의 다양화를 위해 이전에 상업 해적 방송을 해왔던 방송국인 TROS와 베로니카(Veronica)와 복음주의 기독교 방송 EO를 포함하여, 다른 조직의 공영 방송 시스템에 대한 접근을 허용하였다. 광고 수익은 STER라는 독립적인 기관에 의해 처리하게 되었다.
1969년 네덜란드 라디오 연맹(NRU)과 네덜란드 텔레비전 재단(NTS)이 합병하여 네덜란드 방송 재단(NOS)이 설립되었다. NOS는 공영 방송 시스템의 일반적인 협조 뿐만 아니라 뉴스와 스포츠 프로그램을 제공하게 되었다.
1988년 새로운 미디어 법이 통과되면서, 더 이상 NOS에서 제공하는 생산 시설을 사용할 의무를 가지지 않게 되었다. 그리고 이 시설은 새로운 민간 기업인 NOB로 분사하였다. 그리고 새로운 프로그램 편성 할당량이 아래와 같이 발표되었다.:
- 25% 뉴스와 정보 프로그램
- 25% 오락 및 대중 프로그램
- 20% 문화
- 5% 교육

### 민간 상업방송의 출현 (1990년대~2000년대)
새로운 상업 위성 채널의 출범을 예상하여, 세번째 텔레비전 네트워크인 네덜란드 3(현 NPO3)을 1988년 4월에 개국하였다. 룩셈부르크에 기반을 둔 상업 방송인 RTL-Véronique가 1989년 10월에 개국하였고, 1992년 네덜란드 정부에서 상업 텔레비전 방송 설립을 승인하면서 새로운 민간 상업 텔레비전 방송들이 생겨났다. 그 결과 공영 방송의 시장 점유율은 1994년에 85%에서 50%로 떨어졌다. 한편 베로니카(Veronica)는 20년만에 네덜란드 공영 방송에서 탈퇴하여 민간 상업 방송으로 전환하였고, 1996년 RTL과 북유럽 소재의 SBS 등에서 더 많은 채널들을 추가하면서 공영 방송의 점유율이 40%까지 감소하였다.
이러한 텔레비전 방송 지형의 변화로, 공공 부문을 강화하기 위한 변혁을 하였다. 방송 수익 중 광고 시간 비중을 늘리고, 수신료를 세금에 연동하는 방향으로 전환하였다. 1995년 네덜란드 방송 재단(NOS)에서 네덜란드 프로그램 재단(NPS)이 분리되었다. NPS는 문화 및 어린이 프로그램 제작을 담당하고, NOS는 스포츠, 뉴스, 중요한 이벤트 프로그램 제작을 담당하게 되었다.
한편 1999년 공영 방송의 점유율이 38%를 기록하였다. 25년만에 처음으로 새 방송 협회로 BNN(Bart's News Network, 이후 Bart's Neverending Network)이 개국하였다. 청소년 및 청년층 대상 프로그램을 제공하여 이전의 베로니카를 대체했다.

### 다각화, 확장 및 NPO 법인의 생성 (2000년대~2010년대)
인터넷 시대와 디지털 방송 시대를 맞이하면서 네덜란드에서 많은 사람들이 현재의 방송 체제가 디지털 방송 시대에 적접한지에 대해 의문을 제기하였다. 2002년 총선을 앞두고 우익 정당의 당수이자 비평가인 핌 포르튀인(Pim Fortuyn)은 현 방송체제를 개혁하고 가맹 기반 체제를 폐지하는 법안을 구상하였으나, 핌 포르튀인이 암살 당하면서 이 법안은 10년으로 미루게 되고 현재 시스템을 계속 유지하게 되었다.
2002년 재구성에 앞서 네덜란드의 공영 방송 시스템은 NOS에서 관리되었다. 2002부터 네덜란드 공영 방송 재단(Nederlandse Publieke Omroep, NPO)의 관리하에 들어갔으며, 2008년 네덜란드의 미디어법 제2.2조에 의하면 NPO는 2020년까지 네덜란드의 공영 방송 시스템의 관리 조직으로 임명되었다.
2010년 9월 교육문화부 장관 Ronald Rlasterk는 PowNed, Wakker Nederland(WNL)을 공영 방송 협회의 새 회원으로 받아들였다. 그리고 다른 회원인 MAX에 전체 승인을 주어 방송 시간을 증가할 수 있게 되었다. 반대로 LLiNK를 해체하여 더 이상 운영 할 수 없게 되었다. 한편 NPS와 Teleac, RVU의 3개 방송국을 합병하여 NTR을 설립, 공영 방송 협회의 문화,교육,시사,어린이 프로그램을 담당하게 된다.

### 공영 방송 체제 개혁 (2010년대~현재)
2010년 1월 18일, NPO 관리위원회 위원장인 Henk Hagoort는 2015년까지 기존 15개의 방송 조직 수를 조절할 것을 밝혔다. 그는 또한 공영 방송 체제에서 프로그램에 영향을 줄 수 있는 정당의 위협을 경고하였다.
2010년 9월에 방송 조직을 11개로 다시 나누는 식으로 전환할 것을 밝혔다. 단, SMON(NMO, NIO의 두 방송국이 합병한 이슬람계 방송)은 공영 방송 체제에서 제외되었다.
2012년 3월, NPO는 두개의 디지털 채널인 Geschiedenis 24 (역사 24)와 Consumenten 24 (소비자 24)를 4월 1일에 폐국하기로 하였다. 역사 프로그램은 새로 개국한 Holland Doc 24에 계승되었고, 소비자 프로그램은 온라인 포털을 통해 VARA에서 운영하게 된다.

#### 앞으로의 계획 (2016년)
2015년, 2억 유로 규모의 예산 부족에 직면하게 된 네덜란드 공영 방송은, 이 문제를 해결하기 위해 공영 방송 체제 내의 방송 협회 수를 줄이고, 아래와 같이 9단 체제로 바꾸기로 하였다.
|   | 방송                               | 형태        | 프로그램                            |
| - | ---------------------------------- | ----------- | ----------------------------------- |
| 1 | KRO-NCRV + RKK & BOS               | 메인 가맹국 | 천주교/개신교 성향                  |
| 2 | BNN-VARA                           | 메인 가맹국 | 청소년 및 사회주의 성향             |
| 3 | AVROTROS                           | 메인 가맹국 | 대중 및 종합 오락                   |
| 4 | EO + IKON, ZvK & JO                | 메인 가맹국 | 개신교                              |
| 5 | MAX + WNL                          | 메인 가맹국 | 종합                                |
| 6 | VPRO + HUMAN                       | 메인 가맹국 | 문화, 사회적 자유주의               |
| 7 | NOS + Omrop Fryslân, PP & Socutera | 관리국      | 뉴스, 스포츠, 특집, 정치, 지역 방송 |
| 8 | NTR + OHM & PowNed                 | 관리국      | 문화, 교육, 다양성                  |
| 9 | STER                               | 기타        | 광고                                |

## 가맹 방송국 목록

### 메인 가맹국
네덜란드 공영 방송은 아래의 총 8개의 메인 가맹국을 두고 있다.:
- AVROTROS (Algemene Vereniging Radio Omroep - Televisie Radio Omroep Stichting) : 네덜란드에서 가장 오래된 방송국인 AVRO와 가장 인기 있는 종합 방송 사업자인 TROS와의 합병으로 설립된 방송국. 중도 성향의 방송을 행한다.
- BNN-VARA (Bart's Neverending Network & Verenigde Arbeiders Radio Amateurs) : BNN은 Bart de Graaff에 의해 설립되었으며, 청소년 및 청년층 대상의 프로그램을 방송한다. VARA는 사회주의 성향이 큰 방송국이며, 주요 프로그램으로 De Wereld Draait Door가 있다.
- EO (Evangelische Omroep) : 개신교 복음 방송으로 보수 성향이다.
- KRO-NCRV (Katholieke Radio Omroep & Nederlandse Christelijke Radio Vereniging) : KRO는 천주교 계통의 방송국, NCRV는 개신교 계통의 방송국이다. 단, 비종교적인 프로그램도 많이 방송하고 있으며, 자유주의적 성향도 있다.
- MAX : 50세 이상의 장년층 대상 방송
- PowNed (Publieke Omroep Weldenkend Nederland En DergelijkeLaunching) : 청년층 대상 방송이다.
- VPRO (원래 명칭 : Vrijzinnig Protestantse Radio Omroep) : 진보적 개신교 방송으로 출발하여, 현재는 개혁적, 반교의(反敎義)적, 전위적 성격의 프로그램을 제작한다.
- WNL (Wakker Nederland) : 보수주의 및 자유주의 성향 방송이다.

### 관리국
1988년 미디어 법에 따라 설립된 “공영 서비스 방송”은 현재 아래와 같다.:
- NOS (Nederlandse Omroep Stichting) : 1969년 NRU(Nederlandse Radio Unie:네덜란드 라디오 연맹), NTS(Nederlandse Televisie Stichting:네덜란드 텔레비전 재단)의 두 방송국의 합병으로 설립되었으며, 주로 시사,보도 프로그램을 제작한다. 1995년에는 교육,문화 프로그램 제작 부문이 NPS로 분리되었다.
- NTR : 2010년 NPS, Teleac, RVU 이렇게 세 방송사의 합병으로 설립되었으며, 주로 교육, 문화, 교양 프로그램을 제작한다.

### 특수 방송국
메인 가맹국 및 관리국 외에, 소량의 소규모 조직으로 이루어진 방송국으로, 종교적 및 철학적 단체로 구성된다. 이들 단체는 회원에 포함되지 않는다. 2016년부터 이 방송국들이 메인 가맹국을 기반으로 연결하게 되었다.
- BOS (Boeddhistische Omroep Stichting) : 불교 방송
- HUMAN (Humanistische Omroep) : 인본주의 성향 방송
- IKON (Interkerkelijke Omroep Nederland) : 대규모 기독교 교파 방송
- JO (Joodse Omroep) : 유대교 방송
- OHM (Organisatie Hindoe Media) : 힌두교 방송
- RKK (Rooms-Katholiek Kerkgenootschap) : 네덜란드의 로마 가톨릭교회 방송
- ZvK (Zendtijd voor Kerken) : 소규모 기독교 교파 방송

### 기타 방송국
- OF (Omrop Fryslân) : 프리슬란트 지역 방송
- PP (Zendtijd voor Politieke partijen) : 의회 방송
- Socutera : 자선 단체 방송
- STER : 1967년 설립된 광고 대행 방송국으로 NPO의 TV,라디오,인터넷 등 광고 시장을 독점 공급하고 있다.

### 기존 가맹 방송국
(괄호안은 가맹 기간을 나타낸다.)
- AVRO (Algemene Vereniging Radio Omroep) (1923-2014) : 1923년에 네덜란드 최초의 방송국 HDO에서 출발하였으며, 가맹 방송국중 2위의 규모를 가졌다. 주니어 유로비전 송 콘테스트의 네덜란드의 대표로 관할하였다. 2014년에 AVROTROS로 통합하였다.
- TROS (Televisie Radio Omroep Stichting) (1964-2014) : TROS는 무허가 상업 텔레비전 방송국에서 출발하였으며, 네덜란드 대중 음악과 네덜란드의 예술가 촉진에 특히 기여를 많이 한 것으로 알려졌다. 유로비전 송 콘테스트의 네덜란드 대표로 관할하였다. 2014년에 AVROTROS로 통합하였다.
- Concertzender (1998–2009) : 클래식 음악 전문 방송
- LLiNK (2005–2010) : 환경과 인권 주제를 주로 다룬 방송.
- MO (Moslim Omroep) (2013-2015) : 소규모 이슬람교 방송.
- NIO (Nederlandse Islamitische Omroep) (2005–2010) : 소규모 이슬람교 방송.
- NMO (Nederlandse Moslim Omroep) (1993–2010) : 소규모 이슬람교 방송. NIO보다 약간 진보적인 성향을 띄었다.
- NPS (Nederlandse Programma Stichting) (1995–2010) : 문화 및 어린이,청소년 위주의 방송. 1995년에 NOS에서 분리, 2010년에 NTR로 통합하였다.
- RVU (Radio Volks Universiteit) (1930–2010) : 대학 라디오, 비종교-비이념 적 성격을 가진 소규모 교육 방송. Teleac과 협력관계를 가졌으며, 2010년에 NTR로 통합하였다.
- Teleac (Televisie-academie) (1996–2010) : 대규모 교육 방송. RVU와 협력관계를 가졌으며, 2010년에 NTR로 통합하였다.
- Veronica (1975–1995) : 베로니카는 본래 네덜란드의 무면허 라디오 방송으로 시작하였다가, 1975년 공영 방송 협회의 회원으로 들어갔다. 첫 프로그램은 힐베르쉼 4의 클래식 음악 쇼였다.[16] 1995년 이후 민영화와 함께 한 채널로 독립해, 민영 방송 Holland Media Groep (현 RTL Nederland) 산하로 들어갔다가 2001년 계열 분리됐고, 채널 자체는 Yorin이 되었다. 그러다가 2003년 SBS Broadcasting 산하로 들어가 한 채널로 재개국했고, 2008년 SBS Broadcasting이 ProSiebenSat.1에 합병돼 이에 속하게 됐고, 2011년 Sanoma와 Talpa Media에 매각돼 이에 속하게 되었다. 라디오는 현재 Sky Radio Group에 소속되어 있다.[17]

## 방송 채널
네덜란드의 지상파 아날로그 TV방송은 3개의 채널이 존재하였으며 모두 네덜란드 방송 재단(NOS)에서 할당하였다. 민영 방송국은 지상파 디지털 TV방송, 위성 방송, 케이블 TV, 인터넷 등에서 송출된다.

### 텔레비전

#### 지상파 채널
- NPO1 - 뉴스, 시사, 스포츠, 교양
- NPO2 - 예술, 문화, 정치, 뉴스, 시사, 종교
- NPO3 - 아동, 청소년 위주 프로그램
  - NPO Zappelin - 미취학 아동을 위한 프로그램, NPO3 채널에서 블록 편성
  - NPO Zapp - 어린이 프로그램, NPO3 채널에서 블록 편성

#### 디지털 케이블, 위성 채널
- NPO1 Extra - 예능 프로그램 / KRO-NCRV에서 운영. 2018년 3월 25일까지는 NPO Best로 방송했다. 2018년 12월 25일까지 NPO Zapp Xtra와 시간 교대.
- NPO2 Extra - 문화, 예술 프로그램 / NTR에서 운영 2018년 3월 25일까지는 NPO Cultura로 방송했다.
- NPO3 Extra - 청소년 프로그램 / BNN에서 운영 2018년 3월 25일까지는 NPO 101로 방송했다. 2018년 12월 25일 종방.
- NPO Nieuws - 24시간 뉴스 / NOS에서 운영. 2021년 12월 15일 종방.
- NPO Politiek en Nieuws - 의회 방송 / NOS에서 운영. 2021년 12월 14일까지는 NPO Politiek으로 방송했다.
  - NPO Sport - 스포츠 방송 (국회를 열지 않는 기간에 NPO Politiek 대신 송출) / NOS에서 운영
- NPO Zapp Xtra - 어린이 프로그램 / KRO에서 운영. 2018년 12월 25일까지 NPO1 Extra와 시간 교대. 2021년 12월 15일 종방.

#### 국제 채널
- BVN : 1996년 6월 1일에 NPO와 RNW, 벨기에의 VRT와 연합하여 설립된 국제 텔레비전 방송. 2021년 7월 1일부터 NPO 단독 운영.

### 라디오
- NPO 라디오 1 - 뉴스, 시사, 스포츠 프로그램 (FM, DAB+, TV, 인터넷)
- NPO 라디오 2 - 중장년층 대중 가요 프로그램 (FM, DAB+, TV, 인터넷)
- NPO 3FM - 청년층 대중 가요 프로그램 (FM, DAB+, TV, 인터넷)
- NPO 클래식 - 클래식 음악. (전 NPO 라디오 4) (FM, DAB+, TV, 인터넷)
- NPO 라디오 5 (DAB+, TV, 인터넷)
  - Radio 5 Nostalgia - 월~금 낮시간대에 방송되며 노년층 대상 가요 및 오락 프로그램을 편성한다.
  - Radio 5 Avond / Weekend - 월~금 저녁시간대 및 주말 시간대에 방송되며 전문/소수민족 및 종교 프로그램을 편성한다.
- NPO Sterren NL (DAB+, 인터넷)
- NPO 소울 & 재즈 - 소울, 재즈, 월드 뮤직 및 문화 정보. (전 NPO 라디오 6) (DAB+, TV, 인터넷)
- NPO 3FM KX (DAB+, 인터넷)
- FunX - 청년층 대상으로 한 다양한 장르의 음악 방송. 암스테르담, 위트레흐트, 헤이그와 로테르담의 지역 공영 라디오 재단과 공동으로 설립된 채널이다. (FM, DAB+, TV, 인터넷)
- RNW - 국제 라디오 방송 (현재 방송이 중단된 상태이다.)

## 지역 방송국
- L1 (림뷔르흐주)
- NH (노르트홀란트주)
- Omroep Brabant (노르트브라반트주)
- Omrop Fryslân (프리슬란트주)
- Omroep Zeeland (제일란트주)
- RTV Drenthe (드렌터주)
- Omroep Flevoland (플레볼란트주)
- Omroep Gelderland (헬데를란트주)
- RTV Utrecht (위트레흐트주)
- RTV Noord (흐로닝언주)
- AT5 (암스테르담)
- RTV Oost (오버레이설주)
- RTV Rijnmond (레이몬트(로테르담 광역권))
- RTV West (자위트홀란트주)

## 인터넷
- NPO Uitzendinggemist catch-up service
- NPO 라이브 스트림 보관됨 2014-03-01 - 웨이백 머신
- NPO 라디오 라이브 스트림